# Nathalie Simon (lekkoatletka)
Nathalie Simon, później  Chevallier (ur. 14 kwietnia 1962 w Le Petit-Quevilly) – francuska lekkoatletka, sprinterka, dwukrotna mistrzyni igrzysk śródziemnomorskich, olimpijka.

## Życiorys
Specjalizowała się w biegu na 400 metrów. Odpadła w eliminacjach tej konkurencji na halowych mistrzostwach Europy w 1987 w Liévin, a na mistrzostwach świata w 1987 w Rzymie zajęła 7. miejsce w finale biegu sztafetowego 4 × 400 metrów.
Zdobyła trzy medale na igrzyskach śródziemnomorskich w 1987 w Latakii: złote w biegu na 400 metrów i w sztafecie 4 × 100 metrów (w składzie: Simon, Martine Cassin, Laurence Bongard i Violetta Kaminska) oraz srebrny w sztafecie 4 × 400 metrów (w składzie: Cassin, Christine Jaunin, Barbara Gourdet i Simon). Zajęła 7. miejsce w sztafecie 4 × 400 metrów i odpadła w eliminacjach biegu na 400 metrów na igrzyskach olimpijskich w 1988 w Seulu.
Była mistrzynią Francji w biegu na 400 metrów w 1986 i wicemistrzynią na tym dystansie w 1987, a także halową wicemistrzynią Francji w biegu na 200 metrów w 1986 i 1988 oraz w biegu na 400 metrów w 1987.

## Rekordy życiowe
Rekordy życiowe Simon:
- bieg na 200 metrów – 23,41 s (20 lipca 1988, Font-Romeu-Odeillo-Via)
- bieg na 400 metrów – 52,05 s (18 sierpnia 1987, La Chaux-de-Fonds)